# Regional Air Lines
Regional Air Lines era una aerolínea privada con base en Casablanca, Marruecos. Efectúa vuelos regulares domésticos y regionales a España y Portugal, así como vuelos chárter para touroperadores y ejecutivos. Su base de operaciones principal es el Aeropuerto Internacional Mohammed V.

## Historia
La aerolínea fue fundada en 1996 y comenzó a volar en julio de 1997. Fue la primera aerolínea privada de Marruecos. Es propiedad de Atlanta Assurance (44.7%), Royal Marocaine d'Assurance (36%) y otros inversores minoritarios.
En octubre de 2008 la compañía anunció el lanzamiento de Air Arabia Maroc, una unión de empresas con Air Arabia

## Destinos
Regional Air Lines opera a los siguientes destinos:
| Ciudad         | Código de aeropuerto | Código de aeropuerto | Nombre de aeropuerto                | Avión          | Notas      |
| Ciudad         | IATA                 | OACI                 | Nombre de aeropuerto                | Avión          | Notas      |
| -------------- | -------------------- | -------------------- | ----------------------------------- | -------------- | ---------- |
| Gibraltar      |                      |                      |                                     |                |            |
| Gibraltar      | GIB                  | LXGB                 | Aeropuerto de Gibraltar             | Aerosp. ATR 72 | estacional |
| Marruecos      |                      |                      |                                     |                |            |
| Agadir         | AGA                  | GMAD                 | Aeropuerto de Agadir - Al Massira   | Aerosp. ATR 72 |            |
| Alhucemas      | AHU                  | GMTA                 | Aeropuerto Cherif Al Idrissi        | Aerosp. ATR 72 |            |
| Casablanca     | CMN                  | EBBR                 | Aeropuerto Internacional Mohammed V | Aerosp. ATR 72 |            |
| Villa Cisneros | VIL                  | GMMH                 | Aeropuerto de Villa Cisneros        | Aerosp. ATR 72 |            |
| Er-Rachidia    | ERH                  | GMFK                 | Aeropuerto Moulay Ali Cherif        | Aerosp. ATR 72 | estacional |
| Essaouira      | ESU                  | GMMI                 | Aeropuerto Mogador                  | Aerosp. ATR 72 |            |
| Fez            | FEZ                  | GMFF                 | Aeropuerto de Fez-Saïss             | Aerosp. ATR 72 |            |
| Guelmim        | GLN                  | GMAT                 | Aeropuerto de Guelmim               | Aerosp. ATR 72 | estacional |
| Laâyoune       | EUN                  | GMML                 | Aeropuerto Hassan I                 | Aerosp. ATR 72 |            |
| Marrakech      | RAK                  | GMMX                 | Aeropuerto de Marrakech-Menara      | Aerosp. ATR 72 |            |
| Nador          | NDR                  | GMMW                 | Aeropuerto Internacional de Nador   | Aerosp. ATR 72 |            |
| Uarzazat       | OZZ                  | GMMZ                 | Aeropuerto de Uarzazat              | Aerosp. ATR 72 |            |
| Oujda          | OUD                  | GMMZ                 | Aeropuerto Angads                   | Aerosp. ATR 72 |            |
| Rabat          | RBA                  | GMME                 | Aeropuerto de Rabat-Salé Airport    | Aerosp. ATR 72 |            |
| Tánger         | TNG                  | GMTT                 | Aeropuerto de Tánger Ibn Battouta   | Aerosp. ATR 72 |            |
| Tan-Tan        | TTA                  | GMAT                 | Aeropuerto de Tan Tan               | Aerosp. ATR 72 | estacional |
| Tetuán         | TTU                  | GMTN                 | Aeropuerto Sania Ramel              | Aerosp. ATR 72 | estacional |
| Zagora         | OZG                  | GMAZ                 | Aeropuerto de Zagora                | Aerosp. ATR 72 | estacional |
| Portugal       |                      |                      |                                     |                |            |
| Lisboa         | LIS                  | LPPT                 | Aeropuerto de Lisboa                | Aerosp. ATR 72 |            |
| Porto          | OPO                  | LPPR                 | Aeropuerto Francisco de Sá Carneiro | Aerosp. ATR 72 |            |
| España         |                      |                      |                                     |                |            |
| Barcelona      | BCN                  | LEBL                 | Aeropuerto de Barcelona             | Aerosp. ATR 72 |            |
| Málaga         | AGP                  | LEMG                 | Aeropuerto de Málaga                | Aerosp. ATR 72 | estacional |
| Valencia       | VLC                  | LEVC                 | Aeropuerto de Valencia              | Aerosp. ATR 72 |            |

## Flota
La flota de Regional Air Lines consiste de los siguientes aviones (a 1 de noviembre de 2011):